# Transtiretină
Transtiretina (TTR sau TBPA) este o proteină transportoare în ser și lichidul cefalorahidian (LCR) care transportă hormonul tiroidian tiroxină (T4) și proteina de legare a retinolului legată de retinol. În acest fel și-a câștigat numele: transportă tiroxină și retinol. Ficatul secretă transtiretină în sânge, iar plexul coroid secretă TTR în lichidul cefalorahidian.
TTR a fost inițial numită prealbumină (sau prealbumina de legare a tiroxinei), pentru că se deplasa mai repede decât albumina pe gelurile de electroforeză.
Proteina transtiretină este codificată de gena TTR situate în cromozomul 18.

## Afinități de legare
Această proteină funcționează în mod coordonat cu alte două proteine de legare a hormonilor tiroidieni în ser:
| Proteină                              | Putere de legare | Concentrație plasmatică |
| ------------------------------------- | ---------------- | ----------------------- |
| globulina de legare a tiroxinei (TBG) | cea mai mare     | cea mai mică            |
| transtiretina (TTR sau TBPA)          | mai mică         | mai mare                |
| albumina                              | cea mai mică     | mult mai mare           |

În lichidul cefalorahidian, TTR este transportoarea principală de T4. TTR acționează și ca transportator de retinol (vitamina A) prin asocierea sa cu proteina de legare a retinolului (RBP) în sânge și LCR. Sub 1% din siturile de legare de T4 ale TTR sunt ocupate în sânge.
Sunt cunoscute numeroase alte molecule mici care se leagă în siturile de legare a tiroxinei, printre care multe produse naturale (precum resveratrol), medicamente (Tafamidis sau Vyndaqel, diflunisal, acid flufenamic) și substanțe toxice (PCB).

## Structură
TTR este un homotetramer de 55kDa cu o structură cuaternară de dimer de dimeri, care este sintetizată în ficat, plexul coroid și epiteliului pigmentar retinian pentru secreția în sânge, lichidul cefalorahidian și, respectiv, ochi. Fiecare monomer este o polipeptidă cu 127 de reziduuri, bogată în structuri de foi beta. Asocierea a doi monomeri prin marginile lor cu structuri beta extind sandvișul beta. Asocierea ulterioară a doi dintre acești dimeri într-o manieră față-în-față produce structura homotetramerică și creează cele două situri de legare a tiroxinei per tetramer. Această interfață dimer-dimer, care cuprinde două situri de legare a T4, este interfața dimer-dimer mai slab și este prima care se rupe în procesul de disociere a tetramerului.

## Rol în boală
Se știe că plierea greșită și agregarea TTR sunt asociate cu afecțiunile amiloide: amiloidoză sistemică senilă (ASS), polineuropatie amiloidă familială (PAF) și cardiomiopatie amiloidă familială (CAF).
Disocierea tetramerului TTR limitează viteza formării amiloidului fibrilar. Cu toate acestea, monomer trebuie să se denatureze parțial pentru ca TTR să poată fie robust la greșelile de pliere, ceea ce duce la o varietate de structuri agregate, inclusiv fibrile de amiloid.
În timp ce tipul sălbatic al TTR se poate disocia, plia greșit și agrega, ceea ce duce la SSA, se știe că mutațiile punctiforme ale TTR destabilizează tetramerul compus din subunități mutante și de tip sălbatic, facilitând disocierea și/sau plierea greșită și amiloidogeneza. O substituție a valinei cu metionină la poziția 30 (TTR V30M) este mutația cel mai frecvent asociată cu PAF. O substituție la poziția 122 a valinei cu izoleucină (TTR V122I) este întâlnit la 3,9% din afro-americani și este cea mai frecventă cauză de CAF. Se estimează că ASS afectează peste 25% din populația de peste 80 de ani. Severitatea bolii variază foarte mult în funcție de mutație, cu unele mutații cauzând boala în prima sau a doua decadă de viață, altele fiind mai benigne. Depunerea de amiloid TTR este, în general, observată extracelular, deși depozite de TTR sunt observate și în mod clar în cardiomiocitele inimii.
Tratamentul afecțiunilor amiloide TTR familiale s-a bazat în trecut pe transplantul de ficat ca formă brută de terapie genică. Pentru că TTR este în principal produsă în ficat, înlocuirea unui ficat care conține o genăTTR mutantă cu o genă normală va reduce nivelul de TTR mutant din organism până la < 5% din nivelul pretransplant. Cu toate acestea, anumite mutații cauzează amiloidoza SNC, iar din cauză că aceste proteine sunt produse în plexul coroid, afecțiunile amiloide TTR din SNC nu răspund la terapia genică mediată de transplantul de ficat.
În 2011, Agenția Europeană a Medicamentului a aprobat Tafamidis sau Vyndaqel pentru ameliorarea PAF. Vyndaqel stabilizează tetramerul TTR din punct de vedere cinetic, prevenind disocierea necesară pentru amiloidogeneza TTR și degradarea sistemului nervos autonom și/sau sistemului nervos periferic și/sau inimii.
Se crede că TTR are și efecte secundare benefice, prin legarea de infamele proteine beta-amiloid, prevenind astfel tendința naturală a beta-amiloidului de a se acumula în plăci asociate cu stadiile incipiente ale bolii Alzheimer. Prevenirea formării plăcilor este considerată a permite unei celule să scape de această formă toxică a proteinei și, astfel, ajută la prevenirea și poate chiar trata boala.
A fost demonstrat că nivelul de transtiretină în lichidul cefalorahidian este mai mic la pacienții cu unele tulburări neurobiologice, precum schizofrenia. Nivelul redus de transtiretină în LCR poate indica un transport mai redus de tiroxină în creierul pacienților cu schizofrenie.
Se știe că transtiretina conține un domeniu Gla și, astfel, producția sa este dependentă de modificarea post-translațională care necesită vitamina K, dar potențiala legătură dintre vitamina K statutul și funcția tiroidiană nu a fost explorată.
Pentru că transtiretina este secretsată în parte de plexul coroid, aceasta poate fi folosit ca marker imunohistochimic pentru papiloame și carcinoame ale plexului coroid.  

## Interacțiuni
S-a demonstrat că transtiretin interacționează cu Perlecan.